# رایزنش
رایزنش یا کاکِس (به انگلیسی: caucus) به گردهم‌آیی حامیان یا اعضای یک حزب سیاسی خاص یا جنبش برای تعیین خط مشی یا تعیین یک نامزد برای انتخابات پیش‌رو گفته می‌شود. این واژه نخستین بار در آمریکا مورد کاربرد قرار گرفت اما بعدها به کشورهای دیگر نظیر آفریقای جنوبی، استرالیا، زلاند نو، کانادا و نپال نیز رفت. با گسترش استفاده از این اصطلاح، معنای آن نیز در میان فرهنگ‌های سیاسی گوناگون گسترش یافته است.